# Live from Chicago: Mr. Superharp Himself!
Live from Chicago: Mr. Superharp Himself! — концертний альбом американського блюзового музиканта Джеймса Коттона, випущений у 1986 році лейблом Alligator. 1987 року номінований на премію «Греммі».

## Про альбом
Цей концертний альбом був записаний 1—3 лютого 1986 року в чиказькому клубі «Biddy Mulligan's». В записі нового взяв участь тодішній гурт Джеймса Коттона, до складу якого входили брат Кенні Ніла басист Ноел Ніл, гітарист Майкл Коулмен, піаніст Едді Гарш, ударник Рей Еллісон та ін.
1987 року на 29-й церемонії нагородження премії «Греммі» альбом був номінований в категорії «Найкращий альбом традиційного блюзу»).

## Список композицій
1. «Here I Am (Knocking at Your Door)» (Воткінс) — 4:49
2. «Part Time Love» (Клей Геммонд) — 4:55
3. «Just to Be with You» (Бернард Рот) — 6:04
4. «Hard Headed» (Андерсон, Еткінс) — 4:16
5. «When It Rains It Pours» (Боббі Паттерсон) — 3:48
6. «Cross Your Heart» (Сонні Бой Вільямсон II) — 3:48
7. «Come Back, Baby» (Волтер Девіс) — 4:17
8. «Born in Chicago» (Нік Гравенітес) — 4:16
9. «The Midnight Creeper» (Джеймс Коттон) — 3:04

## Учасники запису
- Джеймс Коттон — вокал, губна гармоніка
- Майкл Коулмен — гітара, аранжування
- Едді Гарш — фортепіано
- Ноел Ніл — бас
- Рей Еллісон — ударні
- Дуглас Фаген — тенор-саксофон
- Джонні Коттон — тромбон
- Денні Філдс — труба

Технічний персонал
- Брюс Іглауер — продюсер
- Томоті Пауелл — інженер звукозапису
- Марк Гардер — асистент інженера
- Гордон Кеннерлі — менеджмент
- Гарі Вітні — дизайн обкладинки
- Сьюзен Меттс — фотографія обкладинки